# بوبي دودز
بوبي دودز (بالإنجليزية: Bobby Dodds)‏ (1 يوليو 1923 في المملكة المتحدة - ) هو لاعب كرة قدم بريطاني في مركز نصف الجناح. لعب مع Stockton F.C. ‏ ودارلينجتون إف سى.